# Panagia tou Moutoulla

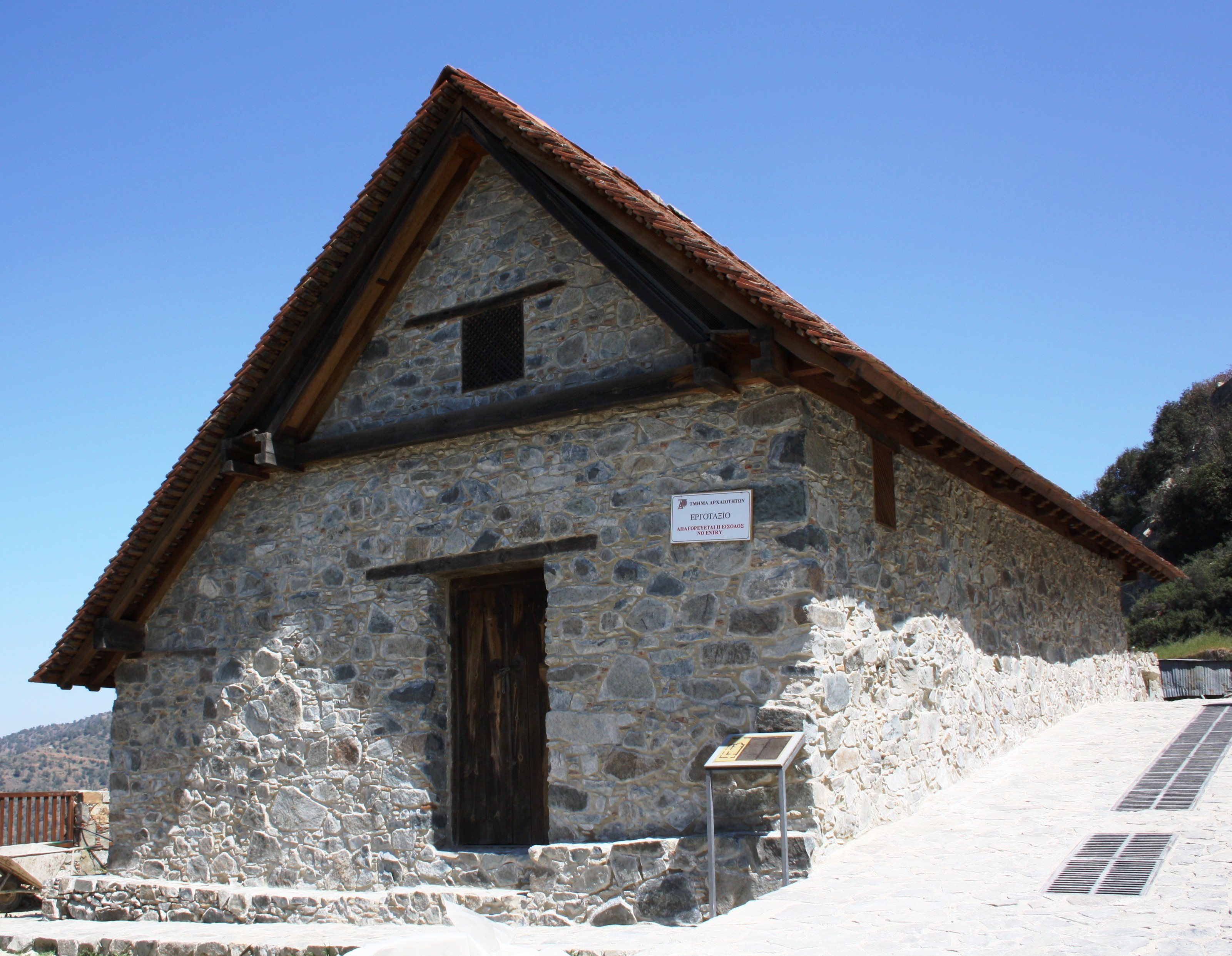
Panagia tou Moutoulla

Panagia tou Moutoulla (griechisch Παναγία του Μουτουλλά) ist ein Kirchengebäude der zyprisch-orthodoxen Kirche auf Zypern. Die Kirche wurde 1985 von der UNESCO als Teil der Weltkulturerbestätte Bemalte Kirchen im Gebiet von Troodos in das UNESCO-Welterbe aufgenommen.

## Beschreibung
Die Kirche ist eine der Scheunendachkirchen im Troodos-Gebirge und liegt im Bergdorf Moutoullas. Sie ist Maria, der Mutter Jesu, als ganz Heiliger geweiht und enthält Wandmalereien aus dem Jahr 1280, die stark beschädigt sind.
In der „Auferweckung des Lazarus“ an der Westwand gebietet Jesus gemäß dem Johannesevangelium (Joh 11 ) dem Lazarus, aus dem Grab zu kommen. Ein junger Mann hält mit einer Hand das Ende einer Leinenbinde, in die Lazarus gewickelt ist, mit der anderen ein Tuch vor die Nase. Vor Jesus knien bittend Lazarus’ Schwestern Maria und Martha.